# Иванович, Катарина

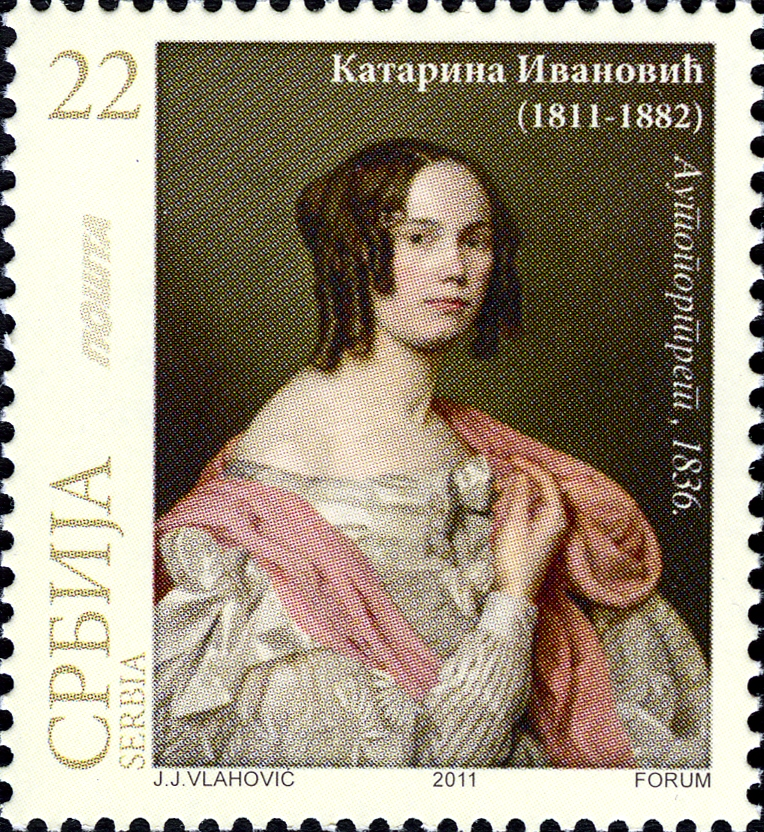
Почтовая марка Сербии 2011 года, посвящённая Катарине Иванович (Автопортрет)

Катарина Иванович (Веспрем, 15 мая 1811 — Секешфехервар, 22 сентября 1882) — сербская художница XIX века, одна из трёх (наряду с Миной Каражич и Полексией Тодорович) выдающихся художниц Сербии.

## Биография
Катарина Иванович родилась в семье сербского подрядчика в Веспреме, Австрийской империи. Детство провела в небольшой сербской общине в Секешфехерваре. Одарённая с детства художница училась живописи благодаря финансовой помощи торговца Жоржа Станковича в Пеште в студии Йозефа Пекко. Позднее на её талант обратила внимание венгерская графиня Чаки, которая устроила девушку в Венскую Академию искусств, куда женщин обычно не допускали.
Катарина Иванович в 1845—1846 годах училась в Мюнхенской Академии Художеств, где написала картину «Освобождение Белграда в 1806 году». В 1846 году жила в Белграде, затем посетила Париж, Загреб, Нидерланды, Италию, где изучала современную живопись. В конце своей жизни она вернулась в Секешфехервар, где жила и работала до самой смерти. В этот период она создала преимущественно исторические композиции, жанровые картины и натюрморты.
Катарина Иванович плохо владела сербским языком, но оставалась сербской патриоткой. Её красотой и умом восхищался известный тогда поэт Сима Милутинович Сарайлия, который посвятил ей стихотворение «Трое-сестарство».
В 1876 году Иванович вошла в состав Сербского учёного общества, став таким образом первой женщиной-академиком Сербии.
Скончалась Катарина Иванович в Секешфехерваре 22 сентября 1882 года. Её останки в 1967 году перенесены в Белград и захоронены на Аллее народных героев на Новом кладбище.

## Творчество
Катарина Иванович писала портреты, исторические жанровые картины, особенно удавались натюрморты. Среди её наиболее известных произведений: Автопортрет (1836), Портрет молодого человека (1837), Виноград с ведром (1838), Сербский Гомер (рисунок, 1839), Портрет Симы Милутиновича Сарайлия (1840), Итальянский виноградарь (1842), Портрет княгини Персиды Ненадович, Портрет герцога Стефана Кничанина, Дети Павла Станишича, Белградчанка, Млади Данич, Мальчик с соколом и др. Катарина Иванович создала 38 картин.

Некоторые работы
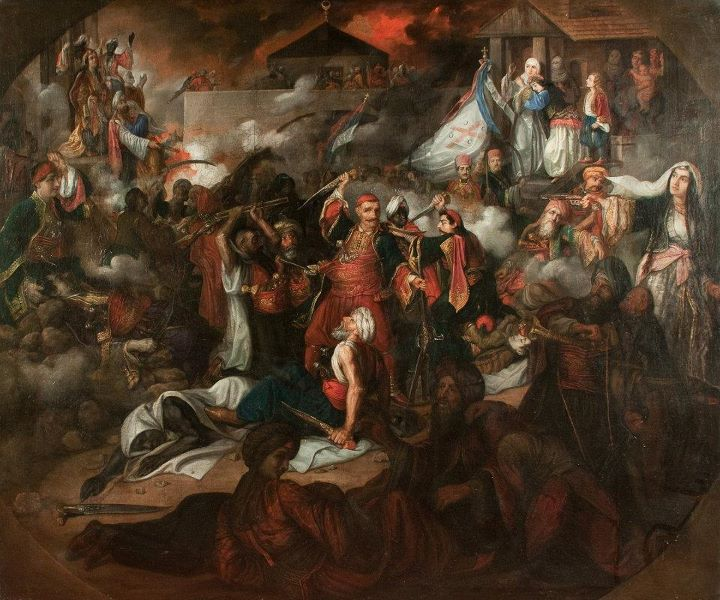
Освобождение Белграда
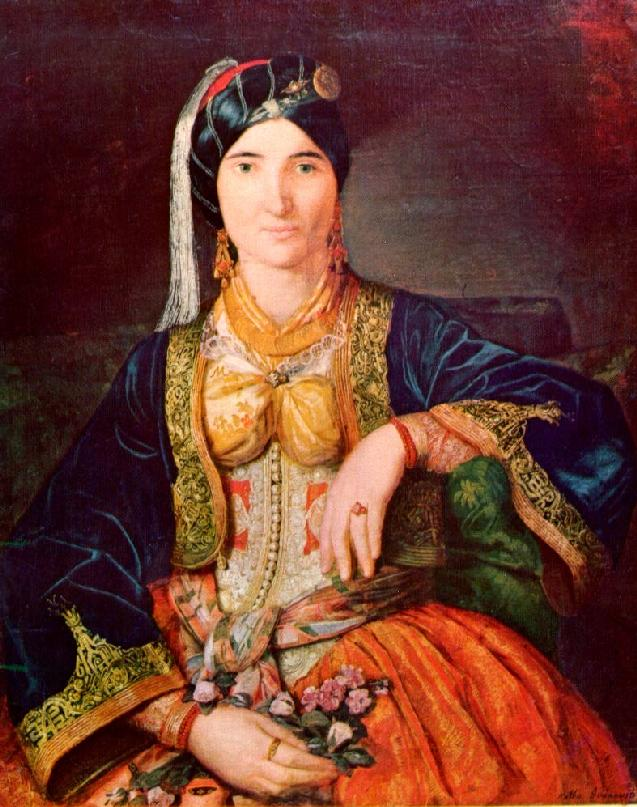
Портрет княгини Персиды Ненадович
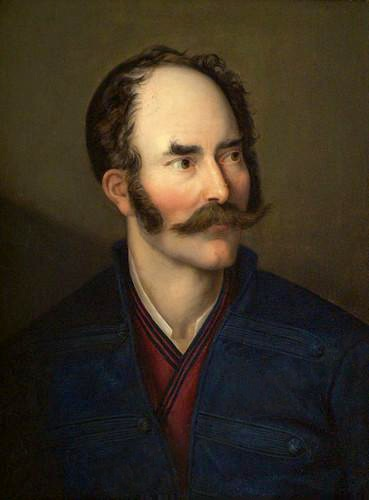
Портрет Симы Милутиновича Сарайлия
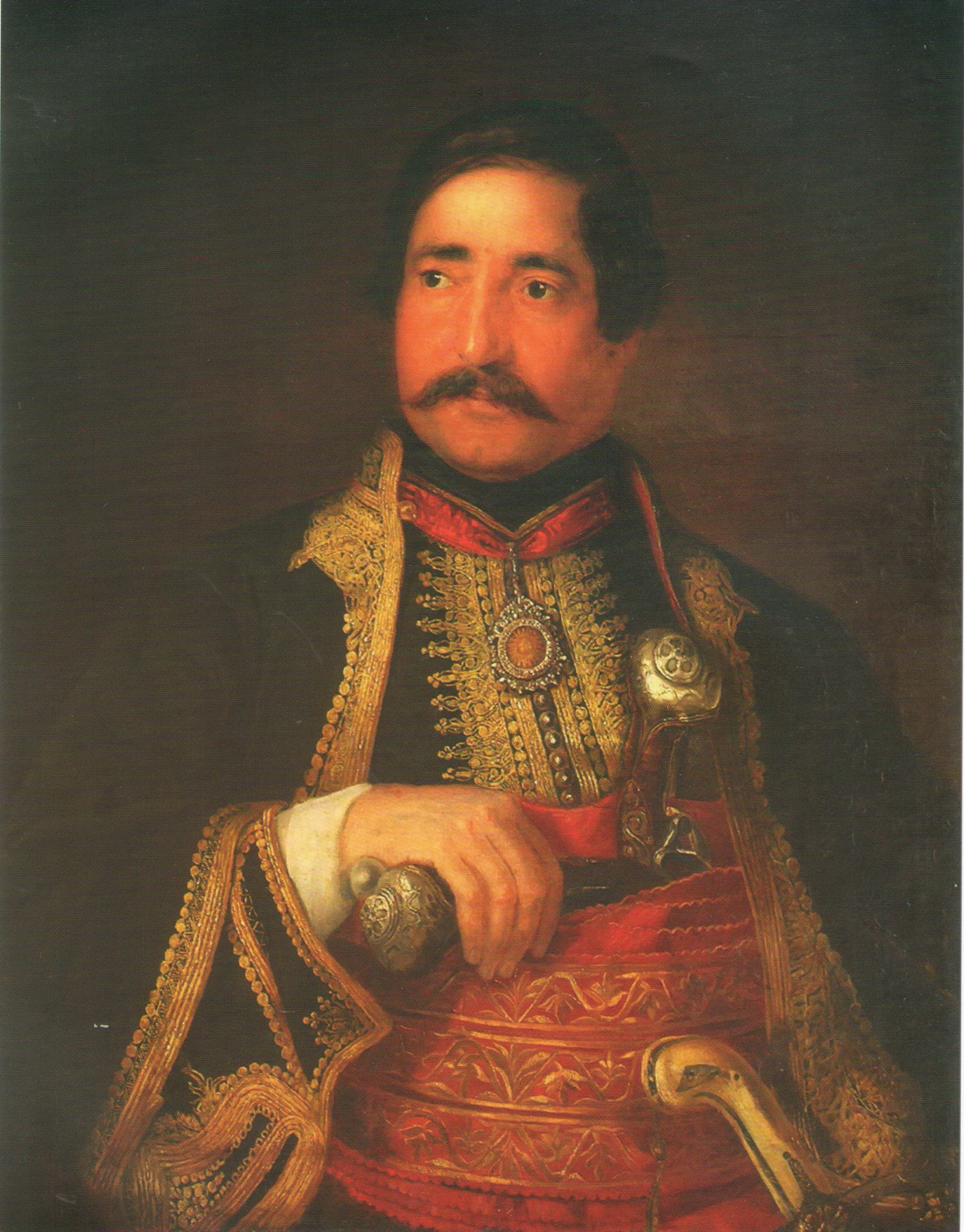
Портрет герцога Стефана Кничанина